# Борки (Козелецкий район)
Бо́рки (укр. Бірки) — село в Козелецком районе Черниговской области Украины. Население — 330 человек. Занимает площадь 1,325 км².
Код КОАТУУ: 7422081201. Почтовый индекс: 17060. Телефонный код: +380 4646.

## Власть
Орган местного самоуправления — Борковский сельский совет. Почтовый адрес: 17060, Черниговская обл., Козелецкий р-н, с. Борки, ул. Шевченко, 9.